# Quichua (volk)

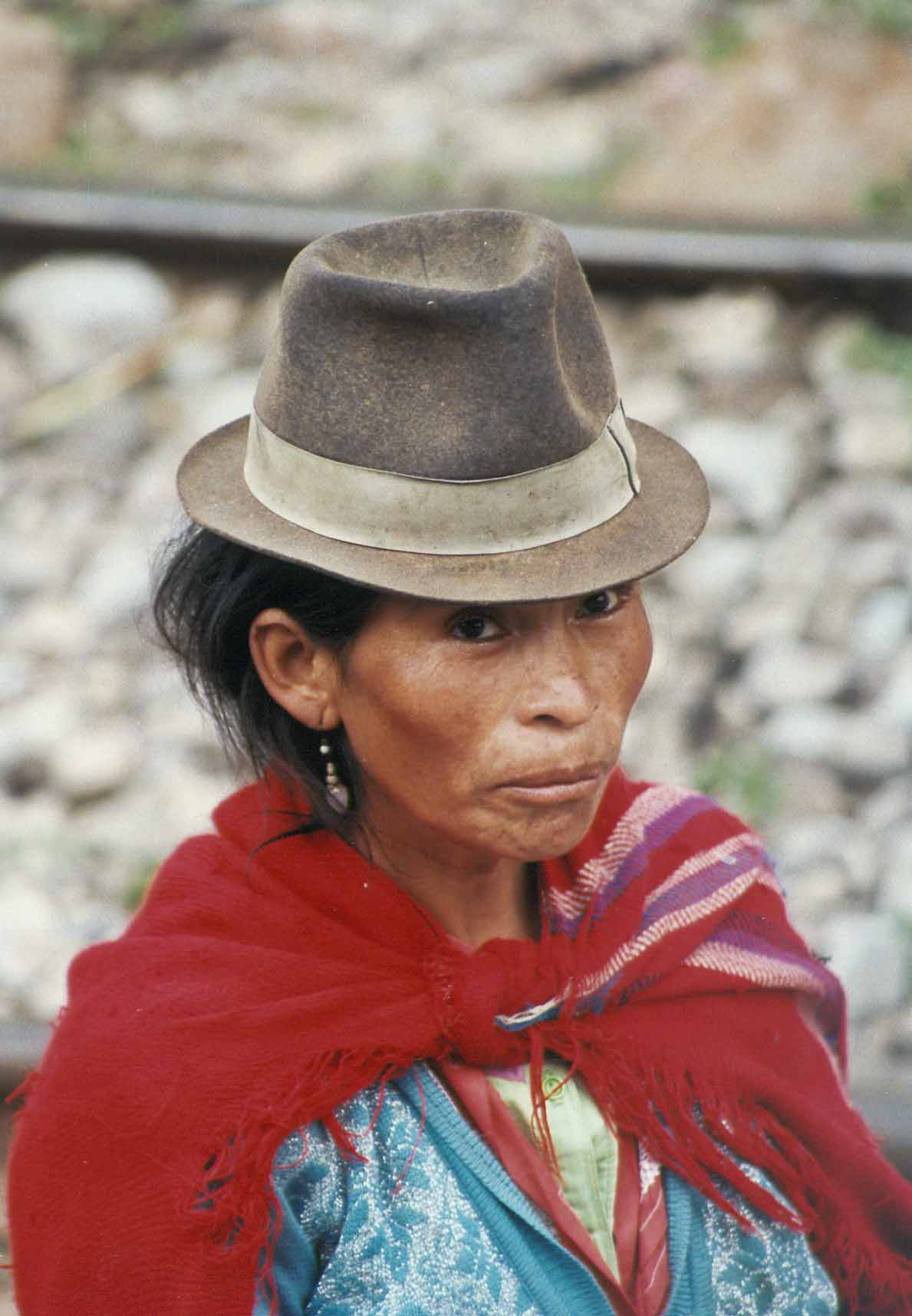
Quichua vrouw in Alausí, Ecuador

De Quichua zijn Zuid-Amerikaanse indianen die grote gebieden van Bolivia, Peru en Ecuador bevolken. De naam van dit volk wordt ook wel geschreven als Quechua, Kichwa, Qhiswa, Quichua, Ketsjoea of Kechua. In de gestandaardiseerde Quechua-spelling wordt tegenwoordig Qhichwa geschreven.
De verschillende spellingsvarianten voor de naam komen onder meer voort uit verschillende aanzetten voor het schrijven van de taal die aanvankelijk de schrijfwijze voor klanken in het Spaans volgde, maar waarbij bepaalde stromingen proberen hier radicaal mee te breken. Soms vanuit linguïstische overwegingen, maar ook politiek-emotionele redenen zullen een rol spelen.

## Quichua of Quechua?
Voor zowel taal als volk kunnen geen van deze beide benamingen echt als 'fout' worden aangemerkt, maar terwijl bij de taal (bijvoorbeeld in de Ethnologue) de meeste Quechuan-varianten als Quechua worden aangeduid en een kleiner deel als Quichua, is voor het volk Quichua (met een i-klank) waarschijnlijk de correctere aanduiding. In de praktijk hebben ook de spellingvarianten Kichwa en Qhiswa een niet onbelangrijk aandeel.
De Quechua-taalvarianten worden overigens ook door andere etnische groepen dan alleen de Quichua-indianen gesproken - vaak zijn dit groepen die onder het regime van de Inca's het Quechua als voertaal hebben overgenomen.

## Oorsprong
De oorspronkelijke Quichua moeten waarschijnlijk gezocht worden in Qhiswa ('warme vallei') ten zuiden van de stad Cuzco in Peru. Zij waren een van de eerste volkeren die door de Inca's (hun buren) werden ingelijfd. Taalonderzoekers opperen dat de echte oorsprong van de Quechua-taal mogelijk meer in Centraal-Peru ligt en dat de Quichua deze taal al vóór de Inca-periode hadden overgenomen (al dan niet vrijwillig). Grappig genoeg is hun naam dus uiteindelijk verbonden aan een taal die al voor de komst van de Inca's wijdverbreid was en daarom de belangrijkste voertaal in het Inca-rijk (Tawantinsuyu) is geworden.

## Migratie
In de gebieden rondom het Andes-gebergte wordt vaak onderscheid gemaakt tussen het kustgebied (Costa) west van de Andes, de hoogvlakte van de Andes (Sierra) en het Amazone gebied oost van de Andes (Oriente), de laatste wordt ook wel Amazonía of Selva (jungle) genoemd. Dit zijn klimatologisch volledig verschillende gebieden en traditioneel worden deze gebieden bewoond door een groot aantal indiaanse volkeren met duidelijke onderlinge etnische verschillen en raskenmerken.
De Quichua zijn een van de weinige volkeren die niet alleen binnen hun oorspronkelijke leefgebied (de Sierra) gemigreerd zijn -in noordelijke en zuidelijke richting over de bergen-, maar ook richting Oriente. Een bergvolk dus dat (deels) in de jungle is gaan wonen. Op den duur zijn hierdoor belangrijke culturele verschillen ontstaan binnen de etnische groep van de Quichua.

## Etniciteit
Dit is een moeilijk onderwerp omdat het spreken van de taal vaak verward wordt met het behoren tot de etnische groep. Zo wordt ook binnen de indiaanse volksorganisaties van Nacionalidades Kichwas (Quichua Nationaliteiten/Volken) gesproken, zelfs als het etnisch onderscheidbare stammen zijn die op enig tijdstip in de geschiedenis kennelijk het Quechua hebben aangenomen als voertaal.
Wel heeft er ook al eeuwenlang veel migratie en vermenging plaatsgevonden in het hele Andes-gebied; de Inca's waren beslist niet de eersten met een overmatige expansiedrift. Juist de migratie, overheersing/onderwerping en de gemeenschappelijke taal hebben uiteindelijk (na eeuwen) ook weer voor nieuwe culturele overeenkomsten, samenhorigheidsgevoel en 'identiteit' gezorgd die sterker is dan de (toch al verwaterende) originele etnische verschillen. Dat wordt nog benadrukt doordat er deels grotere culturele verschillen zijn tussen de door migratie uit elkaar gegroeide 'hoogland' en 'jungle' Quichua, dan tussen van origine verschillende 'hoogland' groepen die nu allen Quechua spreken.